# Tony Yayo
Tony Yayo, nome artístico de Marvin J. Bernard, (Nova Iorque, 31 de março de 1978), É um rapper  e ator estadunidense, membro da G-Unit lançou em 2005 o seu primeiro álbum "Thoughts of a predicate felon" que vendeu cerca de 700,000 copias os singles foram So Seductive, Curious/Pimpim e I know you don't love me está previsto para a primavera de 2007 o seu segundo album "T.O.N.Y."
Recentemente foi acusado de agressão contra um jovem de 14 anos e preso, mas foi solto após pagar fiança.
A mãe de Tony Yayo foi morta a 18 de Abril de 2007 em casa, foi utilizado um silenciador no revólver o que faz crer que tenha sido um trabalho encomendado. Este acontecimento veio gerar a discussão que Notorious B.I.G refere numa das suas canções, nomeadamente Party & Bullshit,  'Niggas is a mess'

## G-Unit
50 Cent foi para a Gravadora de Dr. Dre : Aftermath e lançou o álbum Get Rich or Die Tryin'. Logo depois que o grupo tinha estabelecido a sua própria gravadora, a G-Unit Records, G-Unit lançou seu primeiro álbum oficial do grupo Beg for Mercy em novembro de 2003, que passou a ser certificado 3x platina nos Estados Unidos.

## A Ccmpanha Free Yayo
Quando Yayo foi preso, G-Unit começou uma campanha chamada "Free Yayo". Muitos vídeos G-Unit destacados De membros do grupo, vestindo "Free Yayo" T-shirts, mas  o próprio Yayo não tinha conhecimento da atenção que ele recebia, como presidiários não o deixava assistir a vídeos de música na televisão como eles queriam assistir esportes. Quando Eminem e 50 Cent estava programado para fazer uma aparição durante o Grammy Awards, pediu para mudar de canal. Foi a primeira vez que viu um "Free Yayo shirt" - desta vez, utilizada por Eminem.

## Discografia
- Thoughts of a Predicate Felon (2005)

## Singles
| 2005 | "So Seductive" (feat. 50 Cent)                                       | 48 | 7   | 12 | 28 | Thoughts of a Predicate Felon |
| 2005 | "Curious" (feat. Joe)                                                | -  | 85  | –  | –  | Thoughts of a Predicate Felon |
| 2005 | "Pimpim'"                                                            | –  | 66  | –  | –  | Thoughts of a Predicate Felon |
| 2005 | "I Know You Don't Love Me" (feat. 50 Cent, Young Buck & Lloyd Banks) | -  | 105 | –  | –  | Thoughts of a Predicate Felon |
| 2010 | "Pass The Patron" (feat. 50 Cent)                                    | -  | -   | -  | -  |                               |

## Filmografia
| Filme                                | Personagem | Ano  |
| ------------------------------------ | ---------- | ---- |
| Kiss and Tail: The Hollywood Jumpoff | Ele mesmo  | 2009 |
| Morning Glory                        | Ele mesmo  | 2010 |
| S.W.A.T.: Firefight                  | Carlos     | 2011 |